# Средняя школа острова Рождества
Средняя школа острова Рождества — средняя школа, расположенная на внешней территории Австралии — острове Рождества. В школе учатся около 300 детей возрастом до 12 лет. Школа находится в ведении Департамента образования Западной Австралии.

## Награды и признание
Программа защиты окружающей среды Австралии оценила участие школы в очистке 90 метров пляжа Грета Бич, на котором гнездятся зеленые черепахи. Этот пляж — один из самых грязных на острове, так как является своего рода «ловушкой» для мусора, приносимого течениями. За приложенные усилия в очистке пляжа в 2004 году школа стала финалистом премии Западной Австралии.

## Государственный визит
5 марта 2007 года школу посетил Майкл Джеффери, который в то время являлся генерал-губернатором Австралии.